# Ceratomia undulosa
Espèce
Ceratomia undulosa (le Sphinx ondulé), est une espèce d'insectes lépidoptères (papillons) de la famille des Sphingidae, de la sous-famille des Sphinginae et de la tribu des Sphingini. 

## Description
Les papillons d'une envergure qui varie de 40 à 48 millimètres ont une coloration variable. Les individus du nord de l'aire de répartition sont plutôt sombres et présentent un motif de blanc réduit. Les individus de l'ouest de la Pennsylvanie et de l'est de New York sont souvent mélaniques et donc presque noirs. Les imagos du sud-ouest du Texas ont tendance à être gris avec peu de contraste. Il existe également des individus brun jaunâtre vif. L'espèce est très proche visuellement de Ceratomia catalpae et de Ceratomia hageni. Dans le premier cas, ils peuvent être facilement distingués par le motif de l'aile antérieure. Le motif est constitué pour Ceratomia undulosa presque toujours des contrastes de gris, de blanc et de noir très contrastés. De plus, sur la face supérieure, une ligne médiane blanche claire et une tache discale blanche ainsi qu'un bandage blanc se forment sur l'ourlet du bord extérieur. Chez Ceratomia catalpae, le motif est obscurci par une couleur marron terne et les éléments blancs sont absents. Ceratomia hageni n'a que la tache discale blanche et la bordure blanche, les éléments blancs restants sont également absents. Chez cette espèce, la ligne médiane blanche est remplacée par une ligne sombre, la zone submarginale et le bout de l’aile étant également dessinés en blanc. Les ailes postérieures de Ceratomia undulosa sont grises avec des bandes indistinctes et sombres.
Les chenilles sont assez variables. Leur couleur de base varie du vert clair au brun foncé et de nombreux individus sont repérés par ces combinaisons de couleurs. Le dos est généralement plus sombre que le côté ventral. Les chenilles ont un corps long et mince avec une corne anale bien visible. Sur les côtés, ils portent sept bandes diagonales blanches, qui partent de l’avant du segment respectif approximativement à la hauteur des stigmates jusqu’à l’arrière du segment suivant. Le corps des animaux est très lisse.

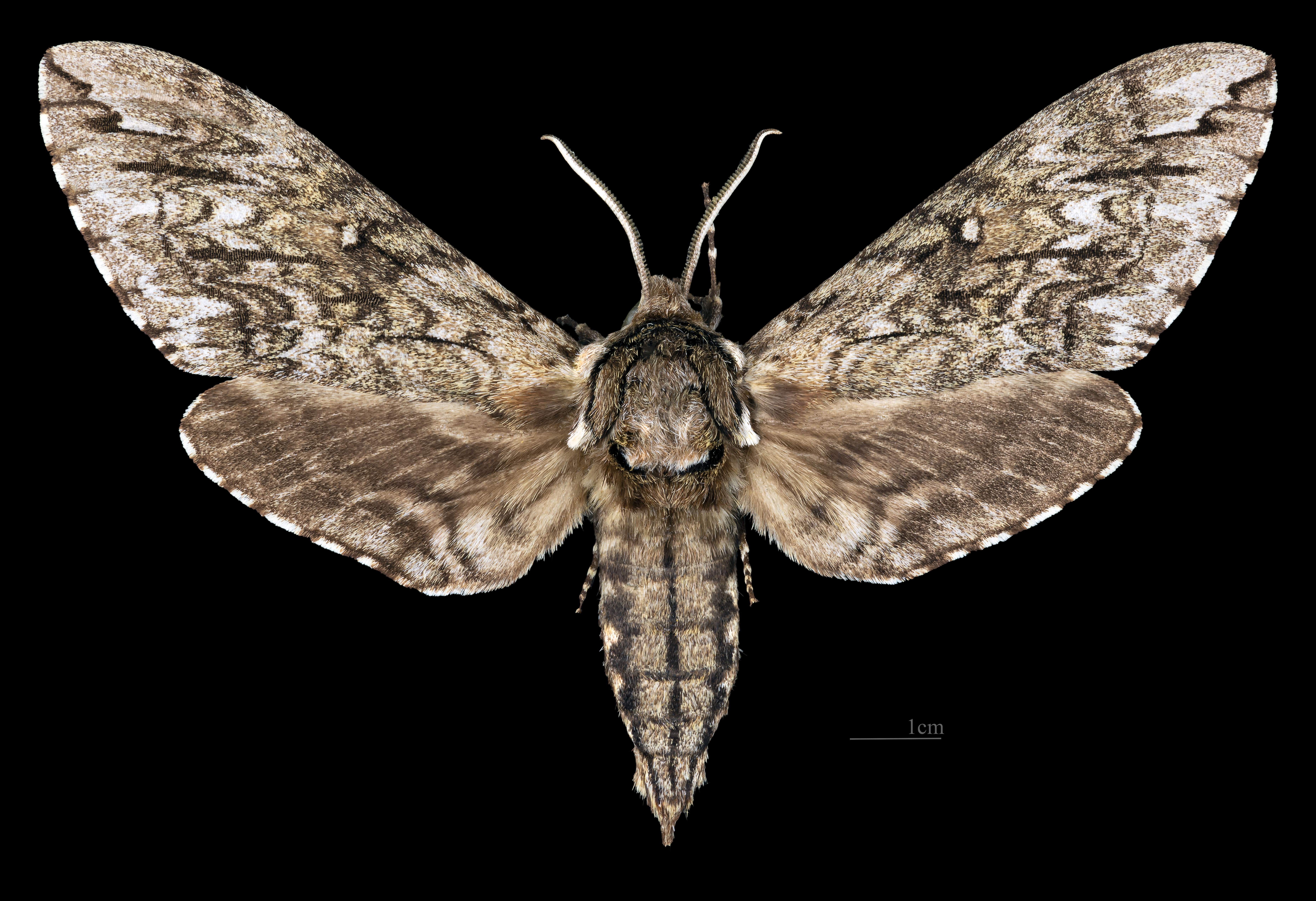
Avers du mâle (coll.MHNT)
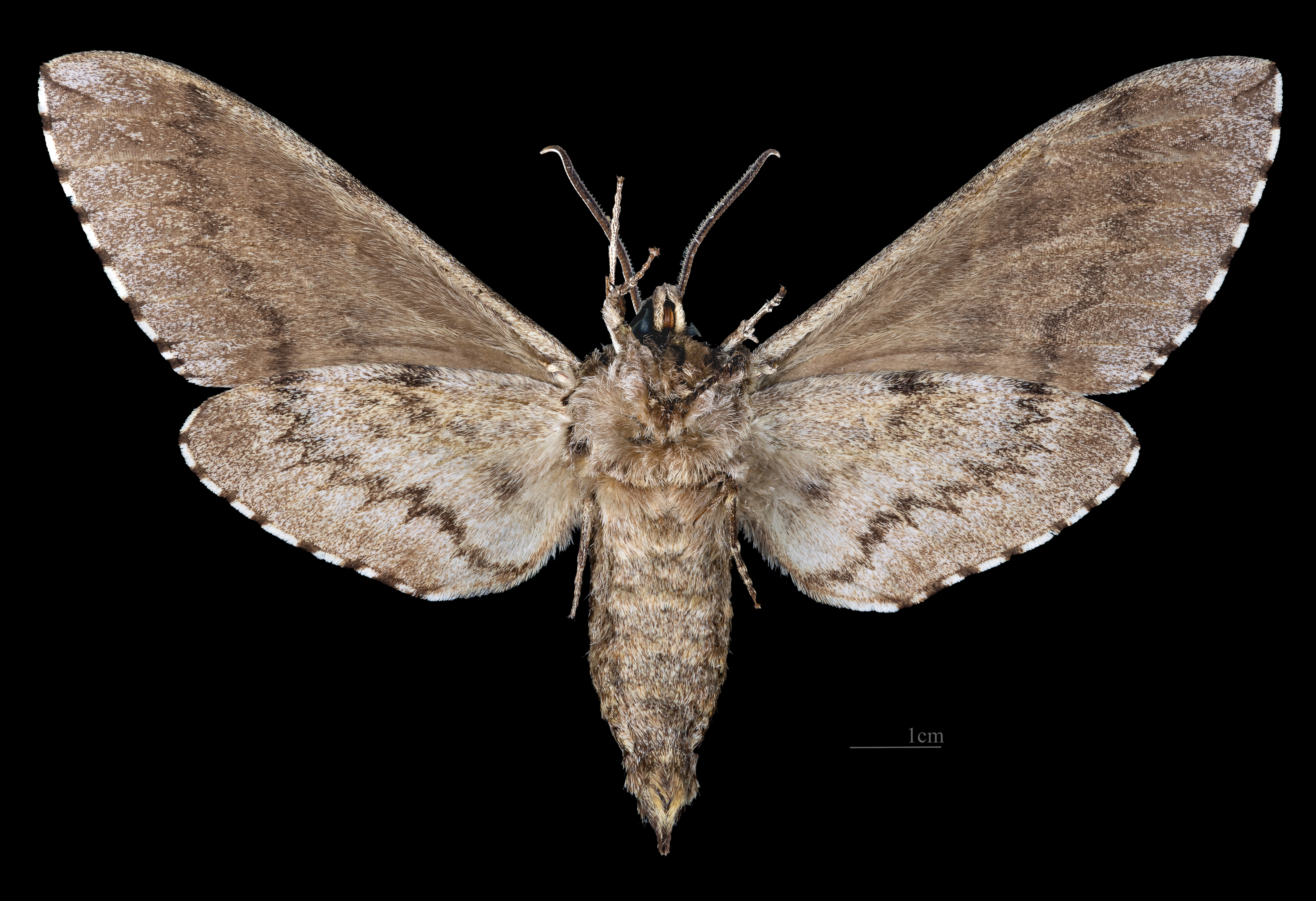
Revers du mâle (coll.MHNT)
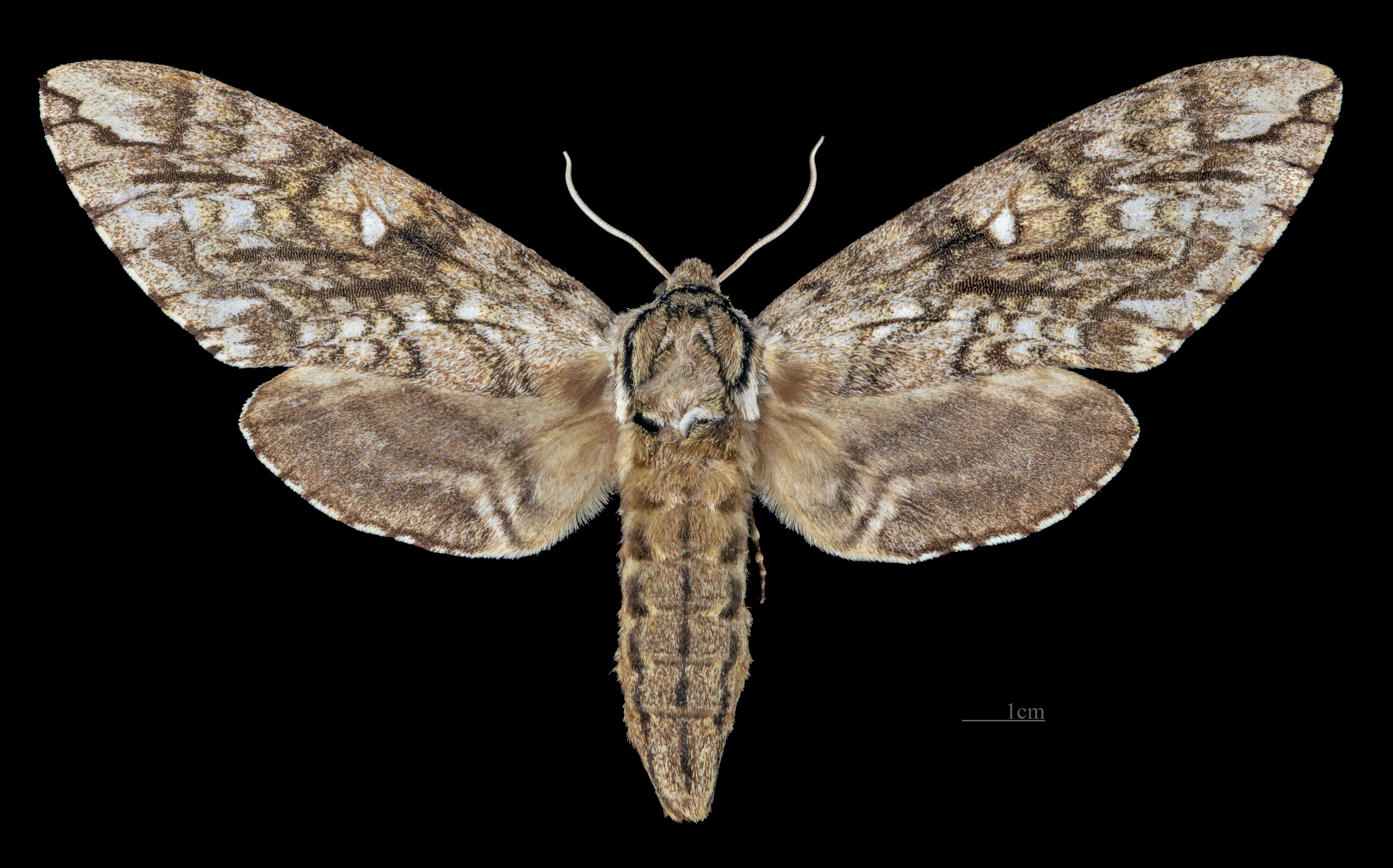
Avers de la femelle (coll.MHNT)
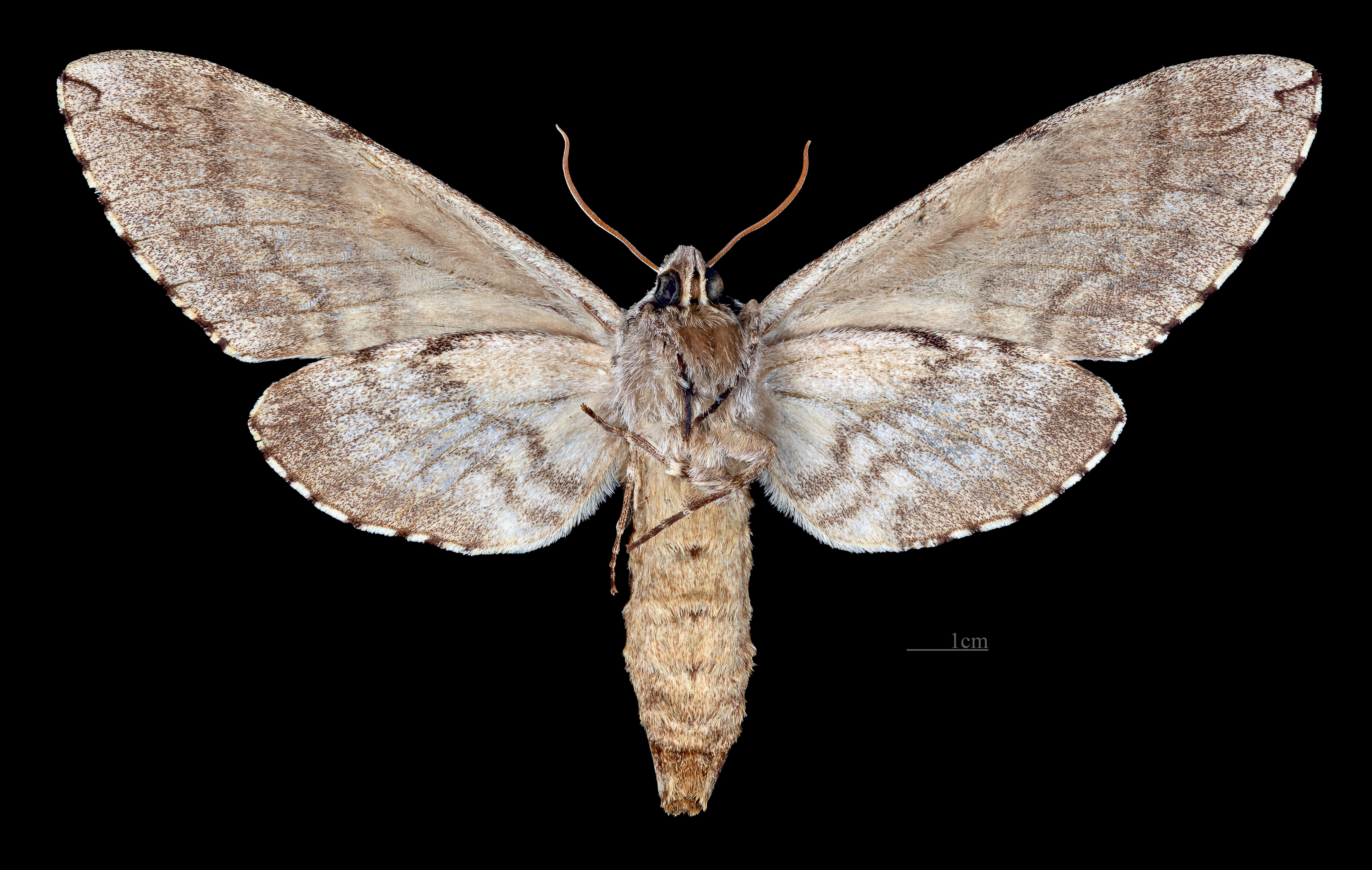
Revers de la femelle (coll.MHNT)
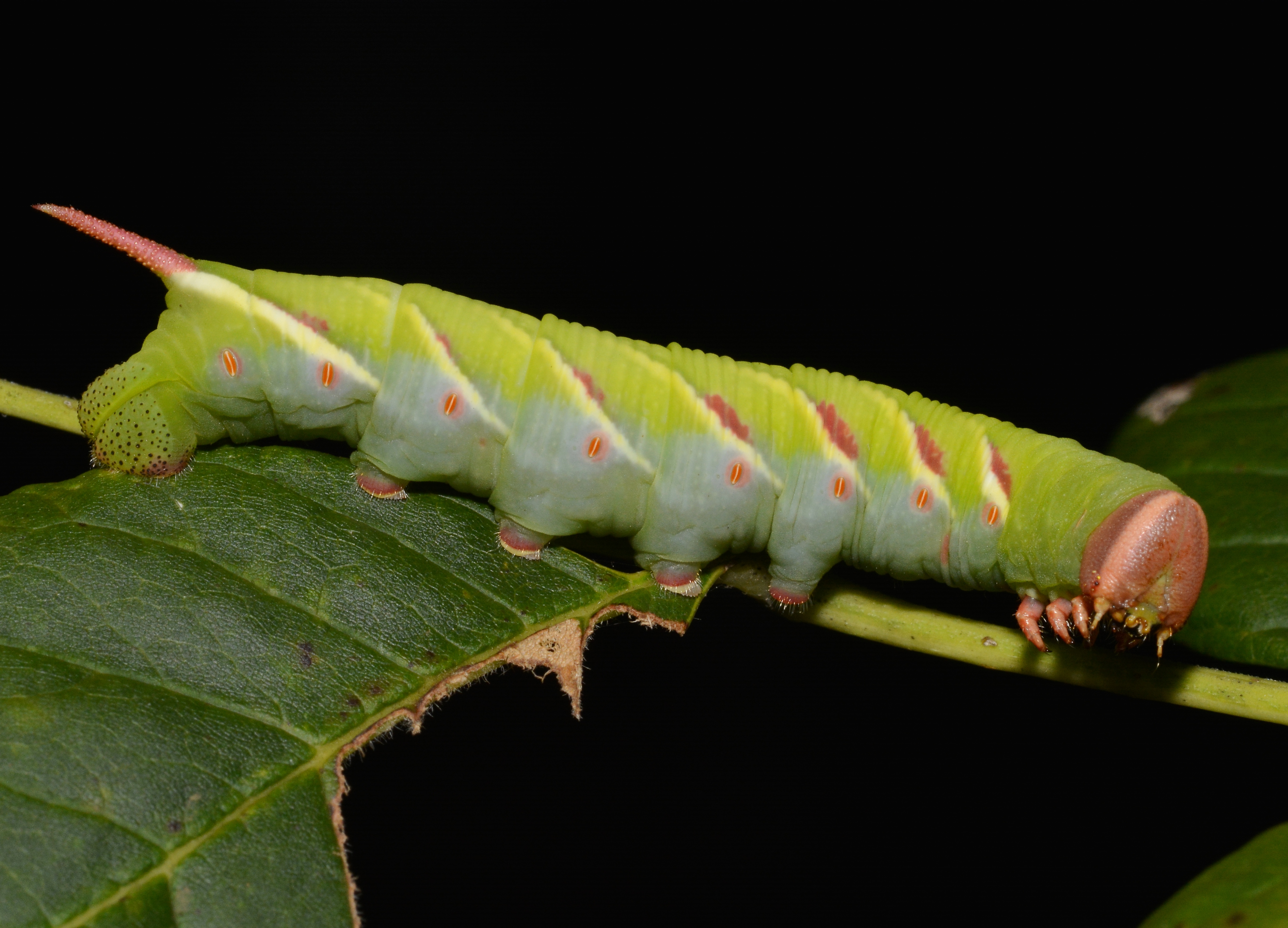
Chenille

## Répartition et habitat
Répartition
L'espèce est connue aux États-Unis et dans le sud du Canada, à l'est des montagnes Rocheuses.
Habitat
Dans les forêts de conifères et les forêts de conifères mixtes.

## Biologie
Les adultes volent de la mi-juin à mi-juillet au Canada.
Les chenilles se nourrissent sur diverses espèces des genres Fraxinus et éventuellement Quercus.

## Systématique
- L'espèce a été décrite par l'entomologiste britannique Francis Walker en 1856[1].
- La localité type est Orillia au Canada.

### Synonymie
- Daremma undulosa Walker, 1856 Protonyme
- Ceratomia repentinus Clemens, 1859 [2]
- Ceratomia undulosa borealis Clark, 1929[3]
- Ceratomia undulosa engeli Chermock & Chermock, 1940[4]

### Liste des sous-espèces
Selon BioLib (1er avril 2023) :
- Ceratomia undulosa borealis Clark, 1929
- Ceratomia undulosa polingi Clark, 1929 (Mexique)
- Ceratomia undulosa undulosa (Walker, 1856)